# 8 Pułk Dragonów
- 8 Pułk Dragonów (austro-węgierski)
- 8 Pułk Dragonów (Cesarstwo Niemieckie)
- 8 Pułk Dragonów (Imperium Rosyjskie)